# Walter Schmid-Sachsenstamm
Walter Schmid-Sachsenstamm (* 11. Dezember 1891 in Cilli; † 7. April 1945 in Klagenfurt) war ein österreichischer Psychiater und ärztlicher Direktor des Landeskrankenhauses Klagenfurt sowie Beteiligter an der Aktion T4.

## Leben
Schmid-Sachsenstamm trat zum 19. April 1933 der NSDAP (Mitgliedsnummer 1.608.629) und zum 1. April 1938 der SS bei (SS-Nummer 324.855).
Er war von 1938 bis 1942 ärztlicher Direktor des Landeskrankenhauses in Klagenfurt, sein Nachfolger war Kurt Meusburger. Danach war er als Landessanitätsdirektor von 1942 bis 1945 Leiter des Gesundheitsamtes in Klagenfurt. Er wird als „treibendes Element im Klagenfurter Euthanasie-Geschehen“ bezeichnet.
Im nationalsozialistischen „Kärntner Gaukrankenhaus“ wurde unter dem Direktor Schmid-Sachsenstamm Euthanasie auf verschiedene Weise betrieben. In einer ersten Phase wurden im Zuge der Aktion T4 Patienten selektiert, in der NS-Tötungsanstalt Hartheim verbracht und dort vergast. Begonnen hatte dies mit einem Besuch einer Ärztekommission unter Leitung von Werner Heyde, welche die psychisch und auch schwer körperliche Kranken in Listen erfassten. Diese suchten aufgrund der Krankenakten die zu deportierenden Kranken aus, ohne sie selbst je gesehen zu haben. Aufgrund einer solchen Liste ging am 29. Juni 1940 der erste Todestransport mit etwa 230 Patienten und Patientinnen nach Hartheim ab. Waren bei dieser ersten Selektion Ärzte und Pfleger noch unsicher, was mit den Deportierten geschehen würde, so änderte sich dies bald: Im Juli 1940 wurde der Klagenfurter Primararzt Meusburger nach Berlin beordert und von der Tötungsaktion eingeweiht; auch unter dem Personal und in der zum Teil alarmierten Öffentlichkeit sprach sich dies schnell herum. Weitere Todestransporte folgten am 25. August 1940 (260 Frauen), am 24. März 1941 (132 psychiatrische und geriatrische Patienten und Patientinnen) und am 7. Juli 1941 (111 Patienten und Patientinnen, darunter auch 25 Kinder aus der Anstalt Tainach).
Nachdem die T4-Aktion 1941 aufgrund öffentlichen Unmuts beendet werden musste – der Münsteraner Bischof Clemens August Graf von Galen hatte sich in einer deutschlandweit bekannt gewordenen Predigt massiv gegen die Tötung körperlich und psychische Behinderter ausgesprochen – besuchte der SS-Reichsärzteführer Leonardo Conti am 7. Juli 1941 die Klagenfurter Psychiatrie und empfahl u. a. „nicht mit Morphium zu sparen“. Seit diesem Zeitpunkt nahm die Tötung der Patienten und Patientinnen, auch wenn ihr körperlicher Zustand noch zufriedenstellend war, wesentlich zu. In dieser Phase wurde wie folgt verfahren: Die Listen mit den zu tötenden Kranken gingen zuerst nach Berlin zur Begutachtung und kamen dann zurück zum Krankenhausdirektor Schmid-Sachsenstamm; dieser übergab sie an Primararzt Franz Niedermoser, der dann das Krankenhauspersonal im Rahmen von Visiten beauftragte, die Tötungen durchzuführen. Es war die Aufgabe Niedermosers, verlässliche Krankenhausmitarbeiter zu finden, von denen man annehmen konnte, dass sie nicht über die Sache sprechen würden. Dieser hatte auch kein Problem, geeignetes Personal zu finden, da die Täter der Krankenmorde vorgeblich durch eine gesetzliche Verordnung, die es allerdings so nicht gab, geschützt waren. Das Personal musste sich jedoch zum Stillschweigen verpflichten.
Schmid-Sachsenstamm war ab 1942 beim Reichsstatthalter in Kärnten tätig und Gauamtsleiter für Volksgesundheit. Gegen Schmid-Sachsenstamm und seine Ehefrau wurde 1944 vom Gauleiter ein Verfahren wegen Lebensmittelkartenbetrugs eingeleitet. Schmid-Sachsenstamm war allerdings nur Mitwisser der Aktion seiner Frau, nach Auffassung des Gauleiters dennoch mitverantwortlich für diese illegalen Lebensmittelbeschaffungen. Er beging am 7.  April 1945 mit seiner Frau und seiner Schwiegermutter in einer Villa am Kreuzbergl wegen dieses Wirtschaftsdeliktes Suizid.